# Charles S. Dutton
Pour les articles homonymes, voir Dutton.
Charles S. Dutton est un acteur et réalisateur américain, né le 30 janvier 1951 à Baltimore.

## Biographie
Né à Baltimore, Charles Stanley Dutton passe toute son enfance dans le Maryland. Il quitte l'école très tôt et entame une courte carrière de boxeur amateur (sous le surnom de "Roc") qui s'arrête derrière les barreaux d'une prison lorsqu'il se retrouve accusé d'homicide involontaire à la suite d'une bagarre de rue. Il s’est intéressé au jeu alors qu’il passait du temps derrière les barreaux. Il a fait ses études supérieures avant d’être relâché et, une fois libre, s’est inscrit à l’école d’art dramatique de Yale.
Sur place, il a travaillé avec le dramaturge August Wilson et le réalisateur Lloyd Richards qui sont devenus ses amis et mentors. Après sa graduation, Charles S. Duttona déménagé à New York, où il a reçu une nomination pour un prestigieux prix Tony grâce à sa toute première prestation sur Broadway dans la pièce d’August Wilson intitulée Ma Rainey’s Black Bottom. Ont suivi d’autres rôles sur Broadway, dont un pour The Piano Lesson qui lui a permis de décrocher sa seconde nomination pour un Tony Award.
Peu de temps après, il a fait ses débuts au cinéma – faisant partie de la distribution de Cat’s Eye (1985) – et a joué dans le téléfilm Apology en 1986. En 1991, il a tenu la vedette et a été l’un des producteurs exécutifs de la sitcom Roc (le nom de l’ancienne rue où il a habité) produite par la chaîne HBO. Il a ainsi gagné un Image Award en 1994, étant qualifié de meilleur acteur dans une série humoristique. L’année suivante, il a accepté de jouer dans la production télé The Piano Lesson. Sa récompense: il a été finaliste aux cérémonies des Golden Globes et des Emmy Awards.
Charles S. Dutton a également voulu passer derrière la caméra, si bien qu’il a agi à titre de réalisateur pour la toute première fois par le biais du téléfilm de HBO First-Time Felon (en) (1997), poursuivant avec une autre réalisation pour la chaîne, la minisérie The Corner. Son travail a été récompensé d’un Golden Globe et d’un Black Reel Award. Son passage au cinéma en tant que cinéaste s’est fait via le long métrage Against the Ropes (2004) mettant en vedette Meg Ryan.
Charles S. Dutton a continué à garnir sa filmographie en tant qu’acteur. Il a pris part au tournage de nombreux films depuis 1985, mais s’est aussi intéressé au petit écran. Ses apparitions dans les séries américaines The Practice et Without a Trace ont d’ailleurs rapporté gros, car on lui a décerné des prix Emmy en 2002 et 2003.
Parmi ses longs métrages marquants, notons A Time to Kill (1996) avec Sandra Bullock et Matthew McConaughey ; L'ombre d'un soupçon (1999) avec Harrison Ford, D-Tox (2002), Gothika (2003) aux côtés d’Halle Berry, Secret Window (2004), avec Johnny Depp, et Légion (2010), avec Paul Bettany et Dennis Quaid.
Son nom a ensuite été associé à plusieurs longs métrages indépendants, ce qui lui a permis de franchir la barre des 100 projets en combinant ses présences au grand écran et ses apparitions à la télé.
Il annonce prendre sa retraite en 2015, date de sa dernière apparition au cinéma.

### Vie privée
Charles S. Dutton partage son temps entre Baltimore (sa ville natale) et Los Angeles.
De 1989 à 1994, il a été marié à l’actrice Debbi Morgan.

## Filmographie

### Cinéma
- 1985 : Cat's Eye de Lewis Teague : Dom (segment The Ledge
- 1986 : Apology (en) (TV) : Asst. District Attorney
- 1986 : Sans pitié (No Mercy) de Richard Pearce : sergent Sandy
- 1988 : Astonished de Jeff Kahn : White
- 1988 : Le Meurtre de Mary Phagan (en) (The Murder of Mary Phagan) (TV) : Jim Conley
- 1988 : Crocodile Dundee 2 de John Cornell : Leroy Brown
- 1989 : Runaway (TV)
- 1989 : Jacknife de David Hugh Jones : Jake, Veteran Encounter Group Leader
- 1990 : Traitor in My House (TV) : Cyrus Quarles
- 1990 : Equal Justice (TV)
- 1990 : Contre-enquête (Q & A) de Sidney Lumet : dét. Sam 'Chappie' Chapman (Homicide)
- 1991 : Pretty Hattie's Baby de Ivan Passer : "Dudley"
- 1991 : Mississippi Masala de Mira Nair : Tyrone Williams
- 1992 : Alien 3 (Alien³) de David Fincher : Dillon
- 1992 : Monsieur le député (The Distinguished Gentleman) de Jonathan Lynn : Elijah Hawkins
- 1993 : Menace II Society de Albert Hughes et Allen Hughes : Mr. Butler
- 1993 : Rudy de David Anspaugh : Fortune
- 1993 : En quête de justice (A Matter of Justice) (TV)
- 1994 : Que la chasse commence (Surviving the Game) de Ernest R. Dickerson : Walter Cole
- 1994 : L'Étudiant étranger (Foreign Student) de Eva Sereny : Howlin' Wolf
- 1994 : Jack Reed, le bras de la justice (Jack Reed: A Search for Justice) (TV) : Charles Silvera
- 1994 : A Low Down Dirty Shame de Keenen Ivory Watans : Sonny Rothmiller
- 1995 : The Piano Lesson (TV) : Boy Willie
- 1995 : Zooman (TV) : Emmett
- 1995 : Pleure, ô pays bien-aimé (Cry, the Beloved Country) de Darrell Roodt: John Kumalo
- 1995 : Seven (Se7en) de David Fincher : un policier (caméo non crédité)
- 1995 : Meurtre en suspens (Nick of Time) de John Badham : Huey
- 1995 : Jack Reed: One of Our Own (TV) : Lt. Charles Silvera
- 1996 : Jack Reed: Un tueur parmi nous (Jack Reed: A Killer Among Us) (TV) : Charles Silvera
- 1996 : Dernière Danse (Last Dance) de Bruce Beresford : John Henry Reese
- 1996 : Le Droit de tuer ? (A Time to Kill) de Joel Schumacher : Sheriff Ozzie Walls
- 1996 : Night Visitors (TV) : Dr Eldon James
- 1996 : Get on the Bus de Spike Lee : George
- 1997 : Sœurs de cœur (True Women) (TV) : Josiah
- 1997 : Mimic de Guillermo del Toro : Leonard
- 1997 : La Deuxième chance (First Time Felon) (TV) : Inmate
- 1997 : Jack Reed: Death and Vengeance (TV) : lieutenant Charles Silvera
- 1998 : Blind Faith (en) : Charles Williams
- 1998 : Black Dog de Kevin Hooks : Agent Alan Ford
- 1999 : Cookie's Fortune de Robert Altman : Willis Richland
- 1999 : American 60's (The '60s) (TV) : révérend Willie Taylor
- 1999 : L'Ombre d'un soupçon (Random Hearts) de Sydney Pollack : Alcee
- 1999 : Aftershock : Tremblement de terre à New York (Aftershock: Earthquake in New York) (TV) : Mayor Bruce Lincoln
- 2000 : Impasse meurtrière (Deadlocked) (TV) : Jacob Doyle
- 2000 : Pour l'amour ou le pays (For Love or Country: The Arturo Sandoval Story) (TV) : Dizzy Gillespie
- 2002 : Compte à rebours mortel (D-Tox) de Jim Gillespie : Hendricks
- 2002 : 10,000 Black Men Named George (en) (TV) : Milton Webster
- 2002 : Conviction (TV) : McGill
- 2003 : D.C. Sniper: 23 Days of Fear (TV) : Chief Charles Moose
- 2003 : Gothika de Mathieu Kassovitz : Dr Douglas Grey
- 2004 : Dans les cordes (Against the Ropes) de Charles S. Dutton : Felix Reynolds
- 2004 : Fenêtre secrète (Secret Window) de David Koepp : Ken Karsch
- 2004 : La Création de Dieu (Something the Lord Made) (TV) : William Thomas
- 2005 : The L.A. Riot Spectacular (en) de Marc Klasfeld (en) : The Mayor
- 2005 : Mayday (en) (TV) : amiral Randolf Hennings
- 2007 : Suspect (TV) : dét. Joe Sampson
- 2008 : The Express de Gary Fleder : Willie "pops" Davis
- 2009 : Fame de Kevin Tancharoen : James Dowd
- 2010 : Légion de Scott Stewart : Percy Walker
- 2012 : Bad Ass de Craig Moss (en) : Panther
- 2012 : The Obama Effect (en) de Charles S. Dutton : John Thomas
- 2013 : The Monkey's Paw (en) de Brett Simmons : Détective Margolis
- 2014 : Android Cop de Mark Atkins : Mayor Jacobs
- 2015 : L'Homme parfait de David M. Rosenthal : Roger Vaughn
- 2015 : Carter High (en) de Arthur Muhammad : Freddie James

### Télévision

#### Séries télévisées
- 1985 / 1986 : Deux Flics à Miami (Miami Vice) : le lieutenant Pearson (saison 2, épisode 1) et Ed McCain (saison 3, épisode 5)
- 1991-1994 : Roc (en) : Roc Emerson (épisode 72)
- 1994 : Fais-moi peur ! (Are You Afraid of the Dark?) : le capitaine Jonas Cutter (2 épisodes)
- 1996 : Homicide (Homicide: Life on the Street) : Elijah Sanborn (saison 5, épisode 3)
- 1998 : Oz : Alvah Case (saison 2, épisode 1)
- 2001 : Les Soprano (The Sopranos) : l'officier Wimore (saison 3, épisode 5)
- 2002-2003 : FBI : Portés disparus (Without a Trace) : Chet Collins (2 épisodes)
- 2005-2006 : Threshold : Premier Contact (Threshold) : J. T. Baylock (13 épisodes)
- 2005 : The L Word (The L Word) : Dr Benjamin Bradshaw (4 épisodes)
- 2006-2007 : Dr House : Rodney Foreman (2 épisodes)
- 2007 : Earl (My Name Is Earl) : Reggie (saison 2, épisode 22)
- 2011 : Esprits criminels (Criminal Minds) : Tony Cole (saison 7, épisode 10)
- 2011 : American Horror Story : l'inspecteur Granger (2 épisodes)
- 2012-2014 : Longmire : l'inspecteur Fales (6 épisodes)
- 2012 : The Good Wife : le pasteur Damon (saison 3, épisode 19)
- 2013 : Zero Hour : le père Mickle (6 épisodes)

### Comme réalisateur
- 2000 : The Corner (mini-série)
- 2004 : Dans les cordes (Against the Ropes)

## Voix françaises
En France, Saïd Amadis est la voix française régulière de Charles S. Dutton. Par le passé, Med Hondo, qui a été sa première voix française, l'a doublé à sept reprises. Marc Cassot, Pascal Renwick, Jean-Michel Martial et Jacques Martial l'ont également doublé respectivement à quatre reprises pour le premier, trois reprises pour les deux suivants et deux reprises pour le dernier.
| - Saïd Amadis dans : - Meurtre en suspens - Compte à rebours mortel - Le Sniper de Washington : 23 jours d'angoisse (téléfilm) - Fenêtre secrète - Threshold : Premier Contact (série télévisée) - The Express - Fame - The Good Wife (série télévisée) - Longmire (série télévisée) - Zero Hour (série télévisée) - L'Homme parfait - Med Hondo (*1935 - 2019) dans : - Crocodile Dundee 2 - Contre-enquête - Jack Reed, le bras de la justice (téléfilm) - Jack Reed : L'un des nôtres (téléfilm) - Homicide (série télévisée) - Jack Reed : Mort et Vengeance (téléfilm) - Black Dog - Marc Cassot (*1923 - 2016) dans : - Oz (série télévisée) - Impasse meurtrière - FBI : Portés disparus (série télévisée) - Bad Ass | - Pascal Renwick (*1954 - 2006) dans : - Alien 3 - Que la chasse commence - Dans les cordes - Jean-Michel Martial (*1952 - 2019) dans : - Dernière Danse - Gothika - The L Word (série télévisée) - Jacques Martial dans : - L'Ombre d'un soupçon - Mimic et aussi - Sady Rebbot (*1935 - 1994) dans Monsieur le député - Christian Peythieu dans Menace to Society - Daniel Kamwa dans Le Droit de tuer ? - Gérard Essomba dans Cookie's Fortune - Bruno Devoldère (*1947 - 2008) dans Les Soprano (série télévisée) - Mario Santini (*1945 - 2001) dans Aftershock : Tremblement de terre à New York (téléfilm) - Greg Germain dans Légion - Ériq Ebouaney dans Bessie (téléfilm) |